# Høbjerg (Birkerød Sogn)
 For alternative betydninger, se Høbjerg. (Se også artikler, som begynder med Høbjerg)
Høbjerg er en 68 meter høj bakke i Birkerød. På bakken ligger Birkerød Vandforsynings vandtårn. Høbjergstien går over bakken, og danner ned mod Ravnsnæsvej en trappe, som i folkemunde har navnet "Tusindtrapperne".
Det fortælles, at der boede en gubbe i Høbjerg og en anden i Løbjerg, og at de undertiden tog på besøg hos hinanden.